# Octave (음반)
| 전문가 평가   | 전문가 평가   |
| 평가 점수     | 평가 점수     |
| 출처          | 점수          |
| ------------- | ------------- |
| Allmusic      | [ 1 ]         |
| Rolling Stone | (unfavorable) |

《Octave》는 1978년 6월 9일에 발매된 영국의 프로그레시브 록 밴드 무디 블루스의 아홉 번째 스튜디오 음반(이 특정 라인업의 여덟 번째 음반)으로, 1972년 베스트셀러인 《Seventh Sojourn》의 성공 이후 상당한 공백을 깨고 첫 번째 음반을 발매했다. 무디 블루스가 펑크와 디스코의 시대로 돌아온 후 상당한 공백을 깨고 발매된 《Octave》는 밴드의 상업적 성과를 줄였지만 영국에서 6위에 올랐고, 미국에서 플래티넘을 기록하며, 음반이 13위에 올랐다.
이 음반은 〈Driftwood〉 외에도 미국에서 39위를 기록한 히트 싱글 〈Steppin' in a Slide Zone〉을 프로듀싱했다. 음반 제목은 옥타브라는 개념을 모두 지칭하는 음악적 말장난으로, 라틴어 옥타버스에서 유래한 단어로, 무디 블루스의 이번 라인업(이전 음반 제목인 《Seventh Sojourn》에 이어)의 여덟 번째 음반을 의미한다.

## 배경
《Octave》는 주로 멜로트론이나 체임벌린 대신 라운지 스타일의 오르간과 신시사이저를 사용했기 때문에 무디 블루스의 이전 음반에서 벗어난 것으로 간주되었다(마이크 핀더의 노래 〈One Step Into the Light〉는 멜로트론을 지칭). 〈Under Moonshine〉과 〈I'm Your Man〉 (모두 레이 토머스가 작곡) 세 곡과 〈Survival〉 (존 로지가 작곡)에 실제 스트링이 사용되었다. 이 음반은 6년 동안 정규 그룹으로 음반을 발매하지 않았던 이 그룹에게 복귀의 의미가 있었다. 저스틴 헤이워드는 "3년 동안 떨어져 지냈고, 다른 음반을 함께 녹음할 줄 알고 있었지만 인터뷰에서 실제로 녹음하기 전까지는 아무도 말하지 않았습니다. 우리가 같은 방식으로 돌아올 수 있을 거라고는 생각하지 못했습니다. 우리는 너무 오래 떨어져 있었다고 생각했기 때문에 정말 스스로를 위한 음반을 만들고 있었습니다. 하지만 사람들이 가질 수 없었던 것처럼, 그들은 더 많은 것을 원했습니다."라고 회상한다.

## 곡 목록
| #  | 제목                         | 작사·작곡       | 재생 시간 |
| -- | ---------------------------- | --------------- | --------- |
| 1. | 〈Steppin' in a Slide Zone〉 | 존 로지         | 5:29      |
| 2. | 〈Under Moonshine〉          | 레이 토머스     | 5:00      |
| 3. | 〈Had to Fall in Love〉      | 저스틴 헤이워드 | 3:42      |
| 4. | 〈I'll Be Level with You〉   | 그레임 에지     | 3:48      |
| 5. | 〈Driftwood〉                | 헤이워드        | 5:03      |

| #  | 제목                        | 작사·작곡   | 재생 시간 |
| -- | --------------------------- | ----------- | --------- |
| 1. | 〈Top Rank Suite〉          | 헤이워드    | 3:42      |
| 2. | 〈I'm Your Man〉            | 토머스      | 4:21      |
| 3. | 〈Survival〉                | 로지        | 4:29      |
| 4. | 〈One Step into the Light〉 | 마이크 핀더 | 4:29      |
| 5. | 〈The Day We Meet Again〉   | 헤이워드    | 6:19      |

## 인증
| 국가                       | 인증     | 판매량/출하량 |
| -------------------------- | -------- | ------------- |
| 캐나다 (뮤직 캐나다)       | 플래티넘 | 100,000^      |
| 영국 (BPI)                 | 골드     | 100,000^      |
| 미국 (RIAA)                | 플래티넘 | 1,000,000^    |
| ^출하량을 기반으로 한 인증 |          |               |